# Лундвик, Джон
Джон (Йон) Лундвик (швед. John Lundvik, род. 27 января 1983 года в Лондоне) — шведский певец, музыкант, представитель своей страны на «Евровидении-2019» в Тель-Авиве.

## Биография
Родился в Лондоне в 1983 году. Когда ему была одна неделя, его усыновила проживающая в Великобритании шведская пара.
Сначала семья жила в Лондоне, потом, когда Джону было 6, они переехали в Швецию.
Прорыв в карьере Джона как музыканта произошёл в 2010 году, когда он написал песню — «When You Tell the World You’re Mine» — для свадьбы шведской кронпринцессы Виктории. 
Потом он, в частности, написал музыку для шведского кинофильма «Шальные деньги» и для телесериала «Империя».
Написал и сам исполнил официальную песню своей страны (Швеции) — «All About the Games» — для Олимпиады 2016 года в Рио.
В 2018 году впервые принял участие в шведском песенном конкурсе Melodifestivalen, служащем в качестве финала национального шведского отбора на «Евровидение». С песней «My Turn» занял 3-е место.
В 2019 году снова принял в нём участие, и на этот раз — с песней «Too Late for Love» — победил. Кроме того, он автор ещё одной песни, прозвучавшей на «Евровидении» в этом году — песни «Bigger than Us», с которой Майкл Райс представлял Великобританию.
В финале «Евровидения-2019» 19 мая получил от жюри 241 балл, заняв второе место, зрители ему дали 93 баллов и тот занял 9 место по зрительскому голосованию, в итоге Джон занял 5 место.